# Francombat
Francombat este o artă marțială franceză, asemănătoare cu jujutsu. Bazele i-au fost puse în 1988 de maeștrii Alain Basset și Dominique Dumolin.
Sistemul de luptă francombat este practicat îndeosebi în sudul Franței. Școli de francombat se află Paris, Bordeaux, Montpellier și alte localități.
Instructorii au vestimentație de culoare roșie, iar elevii de culoare verde. Eficiența acțiunilor depinde de forma fizică optimă, gradul de cunoaștere a tehnicilor și strategiilor, precum și buna stăpânire de sine în situații de stres mărit.
Instruirea în acest sistem are în vedere în mod deosebit: latura sportivă intensă a practicii; stăpânirea tehnicilor, garantele eficienței reale; pregătirea mentală și fizică pentru a face față în mod optim situațiilor de stres; și respectarea strictă a prevederilor legii.